# Jesień (plafon)
Jesień – malowidło autorstwa Jerzego Szymonowicza, które znajduje się w Wilanowie.

## Opis
Dzieło zdobi plafon, który znajduje się w antykamerze sypialni królowej Marysieńki. Stanowi najlepiej zachowane malowidło w Wilanowie, będąc elementem cyklu, w skład którego weszły malunki ilustrujące pozostałe pory roku.
Praca przedstawia Bachusa, u stóp którego leży bogini Pomona z koszem owoców u boku. Tłem dla scenki jest ogród z puttami, które bawią się owocami bądź wspinają po latorośli. Autor ukazał też znaki zodiaku jesiennych miesięcy: Wagę, Skorpiona oraz Strzelca. Dzieł przedstawia też prace polowe rolników i zawiera cytaty z Georgik Wergiliusza.